# Kenneth Hansen
Kenneth Hansen (født 7. oktober 1991 i Haderslev) er en tidligere cykelrytter fra Danmark, der kørte cykelcross. Han blev danmarksmester i cykelcross tre gange, vandt sølv fire gange og to gange bronze. Hansen stoppede i 2020 karrieren i en alder af 28 år, efter han ved en fejloperation i munden fik en svær nervebeskadigelse.